# Бордман, Диксон
Диксон Х. Бордман (англ. Dixon H. Boardman; 26 марта 1880, Натли, Нью-Джерси — 15 октября 1954, Беверли-Хиллз, Калифорния) — американский легкоатлет, выступавший в беге на короткие и средние дистанции. Участник летних Олимпийских игр 1900 года.

## Биография
Диксон Бордман родился 26 марта 1880 года в американском тауншипе Натли в штате Нью-Джерси.
Выступал в легкоатлетических соревнованиях за «Йель Буллдогз». В 1899 году завоевал серебряную медаль чемпионата Межвузовской любительской легкоатлетической ассоциации в беге на 200 ярдов, в 1900 году — золотую в беге на 440 ярдов.
В 1900 году вошёл в состав сборной США на летних Олимпийских играх в Париже. В беге на 100 метров в четвертьфинале занял 2-е место, в полуфинале — 4-е. В беге на 400 метров выиграл полуфинал с результатом 51,2 секунды. Результат в финале, как и факт его участия, неизвестен, однако в тройке призёров Бордмана нет.
Умер 16 октября 1954 года в американском городе Беверли-Хиллз.

## Личные рекорды
- Бег на 220 ярдов — 22,2 (1900)[1]
- Бег на 440 ярдов — 49,6 (1900)[1]